# 吉川忠夫
吉川 忠夫（よしかわ ただお、1937年1月5日 - ）は、日本の東洋史学者。専門は中国中世思想史。京都大学名誉教授。日本学士院会員。父は中国文学者の吉川幸次郎。

## 来歴
京都府出身。1959年京都大学文学部史学科を卒業、1964年同大学院文学研究科を単位取得退学。東海大学文学部講師、京都大学教養部助教授を経て、1974年、京都大学人文科学研究所助教授、1984年に同教授、1991-1993年、同・所長を務めた。
2000年に京都大学を定年退官し、名誉教授の称号を受け、同年、花園大学客員教授、国際禅学研究所所長。2002年に龍谷大学文学部教授を経て、同客員教授。
2006年より日本学士院会員となる。2009年1月の「講書始の儀」で「後漢、六朝時代における中国人の仏教受容」を進講した。同年9月より東方学会会長に就任（2011年秋まで、現在は顧問）。

## 受賞・栄典
- 2013年：文化功労者[2]
- 2022年：文化勲章[3]

## 家族・親族
- 父：吉川幸次郎 - 中国文学者

## 著作
※は電子書籍で再刊
- 『劉裕』人物往来社〈中国人物叢書 3〉 1966
- 『王羲之 六朝貴族の世界』清水書院〈人と歴史シリーズ〉 1972、新装版〈清水新書017〉 1984
  - 新訂版〈新・人と歴史 拡大版05〉 2017[4]
- 『侯景の乱始末記 南朝貴族社会の命運』中公新書 1974
- 『六朝精神史研究』同朋舎出版〈東洋史研究叢刊 36〉 1984
- 『中国古代人の夢と死』平凡社選書 1985
- 『秦の始皇帝』〈中国の英傑 1〉集英社 1986
  - 講談社学術文庫 2002[5]
- 『書と道教の周辺』平凡社 1987[6]
- 『劉裕－江南の英雄 宋の武帝』中公文庫 1989／法蔵館文庫 2022[7]
- 『古代中国人の不死幻想』東方書店〈東方選書〉1995[8]
- 『三余録 余暇のしたたり』中外日報出版局 1996[9]
- 『風呂で読む 竹林の七賢』世界思想社 1996
  - 改題『竹林の七賢』講談社学術文庫 2024[10]※
- 『中国人の宗教意識』創文社〈中国学芸叢書〉 1998[11]
  - 講談社〈創文社オンデマンド叢書〉2022※、電子出版のみ
- 『読書雑志 中国の史書と宗教をめぐる十二章』岩波書店 2010[12]
- 『王羲之 六朝貴族の世界』岩波現代文庫 2010[13]
- 『顔真卿伝 時事はただ天のみぞ知る』法蔵館 2019[14]
- 『侯景の乱始末記 南朝貴族社会の命運』志学社選書[15] 2019[16]※
- 『六朝隋唐文史哲論集I　人・家・学術』法蔵館 2020
- 『六朝隋唐文史哲論集II　宗教の諸相』法蔵館 2020
- 『三余続録』[17]法蔵館 2021[18]
- 『読書漫筆』法蔵館 2023[19]

訳書
- 『魏晋清談集』講談社〈中国の古典〉1986 - 主に『世説新語』原文・読み下し・訳注解説。
  - 『魏晋清談集 -『世説新語』を中心として』法蔵館文庫 2025[20]※
- 班固撰『漢書五行志』 冨谷至共訳注、平凡社東洋文庫 1986[21]、ワイド版 2007[22]
- 『弘明集 広弘明集』中央公論社〈大乗仏典中国・日本篇4〉1988[23]
- 范曄『後漢書 訓注』全10巻・別冊（人名索引・地名索引）、岩波書店、2001-2007
- 慧皎『高僧伝』 船山徹共訳注、岩波文庫（全4巻）、2009-2010
- ジョゼフ・ニーダム『中国の科学と文明 第2・3巻 思想史』訳者代表、思索社、1981、新装版 1991

編著
- 『中国古道教史研究』（京都大学人文科学研究所研究報告）同朋舎出版 1992[24]
- 『六朝道教の研究』（京都大学人文科学研究所研究報告）春秋社 1998[25]
- 『眞誥研究 譯注篇』麥谷邦夫と共編（京都大学人文科学研究所研究報告）京都大学人文科学研究所 2000
  - 新訂版『眞誥』臨川書店（上下） 2021
- 『唐代の宗教』（京都大学人文科学研究所研究報告）朋友書店 2000[26]
- 『周氏冥通記研究 譯注篇』麥谷邦夫と共編（京都大学人文科学研究所研究報告）京都大学人文科学研究所 2003